# アントニオ・レオネル・ヴィラル・ノゲイラ・ソウザ
トネル（Tonel）ことアントニオ・レオネル・ヴィラル・ノゲイラ・ソウザ（António Leonel Vilar Nogueira Sousa、1980年4月13日 - ）は、ポルトガル出身のサッカー選手。元同国代表。ポジションはDF（センターバック）。

## 代表歴
- ポルトガル代表
- 2006年11月15日 - A代表初出場 - カザフスタン代表戦

| スタブアイコン | サブスタブ | この項目は、まだ閲覧者の調べものの参照としては役立たない、サッカー選手に関連した書きかけの項目です。この項目を加筆・訂正などしてくださる協力者を求めています（P:サッカー/PJ:サッカー選手/PJ:女子サッカー）。 |